# Lieber Hans, bester Pjotr
Lieber Hans, bester Pjotr (russisch Милый Ханс, дорогой Пётр) ist ein russisch-deutsch-britischer Spielfilm des Regisseurs und Drehbuchautors Alexander Mindadse aus dem Jahr 2015. Die Hauptrollen sind mit deutschen Schauspielern besetzt.

## Handlung
Der Film handelt von einem Team von deutschen Ingenieuren, drei Männern und einer Frau, die im Mai 1941, kurz vor dem deutschen Überfall auf die Sowjetunion, in einer russischen Fabrik an der Entwicklung eines speziellen optischen Glases zur Herstellung von Linsen arbeiten. Den Hintergrund bildet eine im Rahmen des Ribbentrop-Molotow-Pakts ausgehandelte Vereinbarung, wonach Deutschland Russland im Tausch gegen Rohstoffe technologisches Wissen zur Verfügung stellt.
Der ersehnte Erfolg bleibt zunächst aus, es gibt beim Glas nur Ausschuss. Die Nervosität und die Spannungen im deutschen Team steigen, und es kommt zu Ausbrüchen unkontrollierbarer Gewalt. Das Bild des gelbbrodelnden flüssigen Glases im Schmelzofen, mit dem der Film anhebt, lässt sich auch als Bild der inneren Vorgänge in den Menschen deuten – eine Parallele, die im Film explizit ausgesprochen wird.
Als Hans schließlich ausrastet, seinem russischen Kollegen Pjotr die Kohlenschaufel entreißt und dem Schmelzofen unablässig Kohle zuführt, steigt die Temperatur auf gefährliche Weise an. Es kommt zu einer Explosion. Sie fordert unter der russischen Belegschaft zwei Todesopfer, einen Mann und ein blutjunges Mädchen, welches eben erst mit der Aufgabe betraut worden ist, die Instrumente zu überwachen.
Die Mutter dieses Mädchens, die Hans später in einer langen Szene schweigend und wie um Verzeihung bittend umarmen wird, spielt als stummes Schmerzensbild im Film eine wichtige Rolle.
Der Unfall im Werk wird Gegenstand von internen Untersuchungen und Hans bekommt es mit der Angst zu tun. Auf den Knien fleht er Pjotr, den einzigen überlebenden Zeugen seines schuldhaften Verhaltens, an, Schweigen zu bewahren – sonst werde auch ihm der Kerker drohen. Hans ist der russischen Sprache so wenig mächtig wie Pjotr der deutschen. Dennoch versteht Pjotr die Bedeutung der Gebärde mit den gitterweise gekreuzten Fingern vor dem Gesicht, nur stellt er mit einer andern Gebärde richtig, dass wohl eher die Erschießung drohe als Gefängnis.
Der Unfall, so tragisch er ist, bedeutet anderseits einen Durchbruch bei der Produktion des Glases. Nun gelingt es, Linsen in bisher ungeahnter Qualität herzustellen.
Mit einem Feldstecher mit ebendiesen „Otto-Linsen“ wird Hans, der als Wehrmachtssoldat auf dem Motorrad nach Russland zurückkehrt, das ihm wohlvertraute Gelände erkunden.
Der Film handelt vom Krieg, aber es gibt keine Szenen von Gefechten.
Am Schluss des Films unterzieht sich Hans in einem verlassenen Barbiersalon einer Nassrasur. Es ist eben die junge Russin, mit der er sich in der Zeit vor dem Ausbruch des Kriegs beinahe auf ein Liebesverhältnis eingelassen hätte, die ihm das Messer an den Hals setzt und den Bart schert. Dann wird die Leinwand schwarz.
In einem Interview bestreitet der Regisseur, dass das Ende des Films offen bleibe. Obzwar es nicht mehr gezeigt werde, liege auf der Hand, welches Ende die Geschichte nehme.

## Produktion
Der Dreharbeiten erfolgten im Sommer 2014 in der ukrainischen Stadt Nikopol, in geringer Entfernung von den Schauplätzen des eben ausgebrochenen russisch-ukrainischen Konflikts. Neben Russland und Deutschland beteiligte sich nach dem Wegfall der Ukraine auch Großbritannien an der Produktion.

## Finanzierung
Nachdem ein militärhistorischer Beirat zu einer negativen Einschätzung des Filmprojekts gelangt war, zog sich das russische Kulturministerium aus der Finanzierung des Films zurück. Das Ministerium hatte im Film einen Beitrag zur 70-Jahr-Siegesfeier gesehen. In der Begründung für den Rückzug hieß es, dies sei nicht der Blick auf den Krieg, den etwa russische Kriegsveteranen erwarteten.
Die Ablehnung des Filmprojekts wurde als Skandal empfunden. Nach der Intervention eines Expertenrats für Spielfilme empfahl das Ministerium den Film dem staatlichen Fonds „Fond Kino“ zur Förderung, die dann auch erfolgte.
Von deutscher Seite beteiligten sich die Mitteldeutsche Medienförderung und das Medienboard Berlin-Brandenburg. Außerdem wird im Vorspann auch der Deutsch-russische Co-Development Fund der Filmförderungsanstalt FFA erwähnt. Dieser existierte nur 18 Monate lang, vom Juni 2011 bis Dezember 2013.

## Festivalteilnahmen
Der Film wurde im Juni 2015 im Internationalen Filmfestival Moskau im Spezialprogramm gezeigt.
In Deutschland feierte der Film Premiere am 7. Oktober 2015 am Filmfest Hamburg. Ebenfalls stand der Film auf dem Programm der Russischen Filmwoche Berlin 2015.

## Kritik
In Russland fand der Film widersprüchliche Aufnahme, so dass z. B. das Kulturmagazin „Seans“ zwei Rezensionen publizierte: pro und kontra.
Andrej Kartaschow bezeichnet das Thema des Films als „potenziell interessant“ und lobt die ausgezeichnete Handlungsführung, bemängelt aber die filmische Umsetzung, die das Geschehen nur dunkel verständlich werden lasse. Die Verhältnisse seien zu wenig konkret dargestellt – als ob der Regisseur es darauf angelegt habe, alles in eine „aussergeschichtliche Abstraktion“ zu überführen.
Olga Kasjanowa sieht in Mindadses Film nicht patriotisches, aber ungewöhnlich originelles und wuchtiges Antikriegs-Kino, schwer der Form nach, aber höchst nötig, weil es auf eine neue Weise die bekannte humanistische Wahrheit erzähle: es gibt keine schlechten Nationen, nur die schwarze Woge historischer Unabwendbarkeit, die jeden einzelnen Menschen verschlingt.
In einer späteren Rezension am selben Ort nennt Marija Kuwschinowa den Film den meistunterschätzten Film des Jahres. Die Rezensentin weist auf die Bedeutung des leitmotivischen deutschen Wortes „Glas“ im Russischen hin: da bedeutet es „Auge“ (глаз) oder „Stimme“ (глас).
Auf film.ru hebt Jewgeni Uchow die Bedeutung des gesprochenen Wortes, der Rede, im Film hervor. Wichtiger als ein geradliniger Erzählstrang sei die Atmosphäre, in der die kommende Apokalypse spürbar wird. Uchow nennt den Film nicht nur vielschichtiges, sondern universales Kino. Bei den von den Protagonisten gesuchten Linsen handle es sich genau um jenes Vergrößerungsglas, durch welches wir auf unsere ferne oder nähere Vergangenheit blickten.

## Auszeichnungen
- 2015 Blow-up·Chicago International Arthouse Film Fest. Bester Film, bester männlicher Darsteller (Diehl), erster Preis für Kameraführung (Mutu)
- 2016 Russischer Filmpreis Nika. Bester Spielfilm, dazu weitere Auszeichnung für das beste Drehbuch.
- 2016 Hauptpreis „Weisser Elefant“ der Russischen Filmkritiker-Gilde
- 2016 „Goldener Adler“ der russischen Nationalen Akademie für Filmkunst und Filmwissenschaften für das beste Drehbuch